# Absatzvolumen
Unter Absatzvolumen versteht man in der Betriebswirtschaftslehre die Menge verkaufter Produkte oder Dienstleistungen durch ein Unternehmen oder eine Branche in einem bestimmten Zeitraum. 

## Allgemeines
Das Absatzvolumen wird in der Betriebswirtschaftslehre überwiegend als Mengenbegriff behandelt. So ging der Betriebswirt Erich Gutenberg im Jahre 1956 davon aus, dass unter Absatzvolumen die Absatzmenge zu verstehen ist. Heribert Meffert definierte 1998 den Marktanteil als „das Verhältnis von Absatzvolumen zu Marktvolumen in Prozent“ und verstand darunter ebenfalls die Absatzmenge eines Produktes. Das Absatzpotenzial beinhaltet das für ein Unternehmen relevante Kundenpotenzial, während das Absatzvolumen die tatsächliche Absatzmenge wiedergibt. Das Absatzpotenzial wird durch die Kapazität eines Unternehmens begrenzt. 

## Berechnung
Diese Absatzmenge wird – je nach dem produkttypischen Aggregatzustand – in Stückzahlen, Gewichten oder Liter ausgedrückt. Der Wert ist dagegen nicht für das Absatzvolumen, sondern bei den Umsatzerlösen von Bedeutung. Die Umsatzerlöse eines Produkts ergeben sich als
{\displaystyle {\text{Umsatzerlöse}}={\text{Absatzvolumen}}\cdot {\text{Preis}}}
Bei Marktpotenzial, Marktvolumen, Marktdaten oder Marktanteilen können auch Stückzahlen (Automobilhersteller), Gewichte (Süßwaren) oder Liter (Getränke) als Messgröße vorkommen. Lebensmittelstatistiken verwenden den Pro-Kopf-Verbrauch in Kilogramm oder Liter.

## Bedeutung
Bei der Betrachtung von Absatzmengen werden Verkaufspreiseffekte mit ihren wertmäßigen Veränderungen in Statistiken ausgeschaltet, denn eine wertmäßige Umsatzsteigerung kann auch auf einer Preiserhöhung beruhen, während sich die Absatzmenge gleichzeitig nicht verändert hat. Besonders bei Produktarten von geringem Wert können Preisänderungen einen überproportionalen Umsatzeffekt auslösen, ohne dass es zu mengenmäßigen Veränderungen gekommen ist.